# Theodor Dorsten
Pour les articles homonymes, voir Dorsten (homonymie).

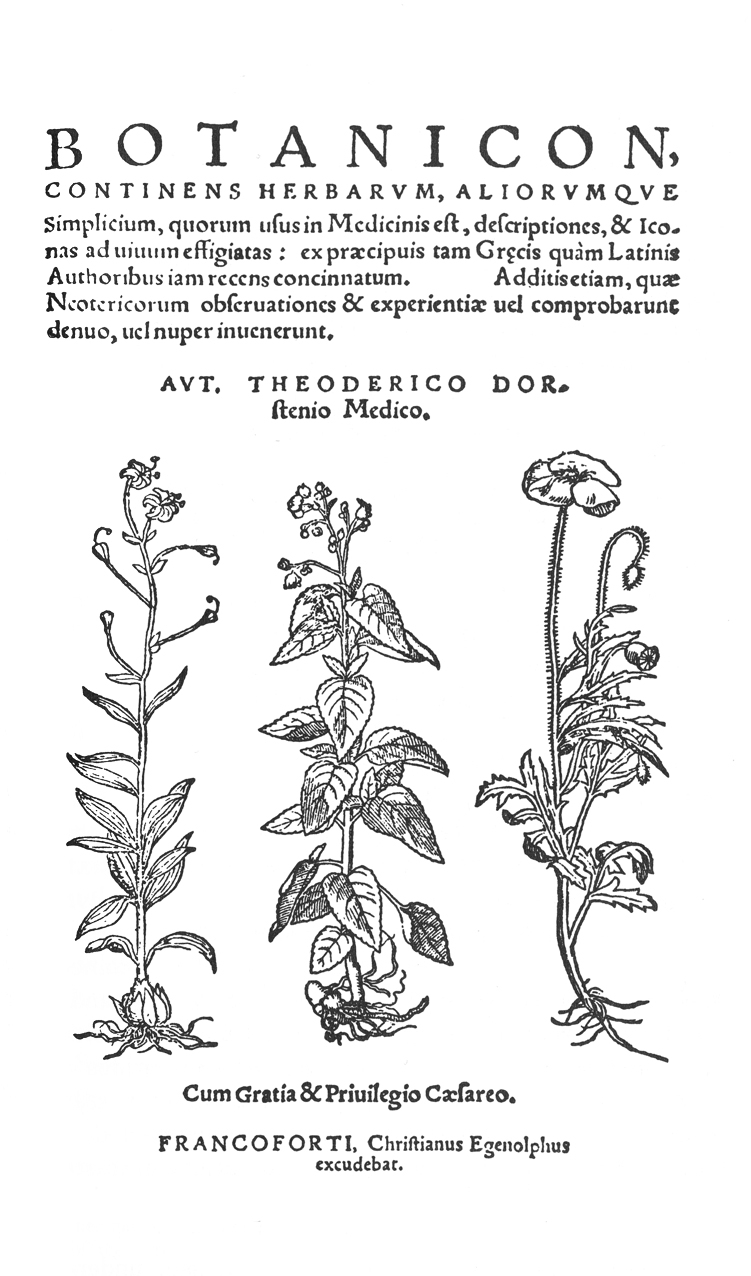
Botanicon de Theodor Dorsten.

Theodor Dorsten, en latin Theodoricus Dorstenius, est un botaniste et médecin allemand, né en 1492 à Dorsten dans la région de Westphalie et décédé le 18 mai 1552 à Cassel. Enseignant de l'université de Marbourg, il est un connaisseur averti du monde botanique, dans lequel un genre de la famille des moracées porte son nom : Dorstenia. 

## Biographie
L’éditeur allemand, Christian Egenolff de Francfort-sur-le-Main, spécialisé dans l’édition d'ouvrages illustrés de botanique, confie à Dorsten le soin de faire une réédition enrichie du Kreutterbuch von allem Erdtwæchs publié par Eucharius Rösslin le Jeune en 1533. Il fait paraître en 1540, son Botanicon, continens herbarum, aliorumque simplicum, quorum usus in medicinis est, descriptiones, & iconas ad vivum effigiatas, un herbier en latin, qui regroupe les connaissances botaniques et pharmacologiques de l'époque et illustré de trois cent vingt figures sur bois gravées d'après celles qu’Hans Weiditz (de) avait faites pour l’Herbarum vivae eicones d’Otto Brunfels. L'ouvrage sera encore enrichi plus tard par le beau-frère d'Egenolph, Adam Lonitzer (1528-1586).

## Source
- Agnes Arber (1938). Herbals, their origin and evolution. A chapter in the history of botany, 1470-1670. Cambridge University Press (Cambridge) : xxxii + 358 p.